# Lyallia caespitosa
Lyallia caespitosa är en källörtsväxtart som först beskrevs av J.D. Hooker, och fick sitt nu gällande namn av B.L. Nyananyo och V.H. Heywood. Lyallia caespitosa ingår i släktet Lyallia och familjen källörtsväxter. Inga underarter finns listade i Catalogue of Life.